# Критериум Дофине 2012
Критериум ду Дофине 2012 (фр. Critérium du Dauphiné 2012) — 64-я по счету велогонка Критериум Дофине, которая прошла с 3 июня по 10 июня 2012 года.

## Маршрут
Маршрут велогонки был опубликован 27 марта 2012 года.
| Этап   | Дата    | Маршрут                           | Дистанция Километры | Победитель                  |
| ------ | ------- | --------------------------------- | ------------------- | --------------------------- |
| Пролог | 3 июня  | Гренобль — Гренобль               | 5,7                 | Люк Дарбридж (AUS)          |
| 1      | 4 июня  | Сейссинс — Сен-Фелисьен           | 187                 | Кэдел Эванс (AUS)           |
| 2      | 5 июня  | Ламастр — Сен-Вальер              | 160                 | Даниель Морено (ESP)        |
| 3      | 6 июня  | Живорс — Ла Клаетт                | 167                 | Эдвальд Боассон Хаген (NOR) |
| 4      | 7 июня  | Вилье-Моргон — Бург-Ен-Бресс      | 53                  | Брэдли Уиггинс (GBR)        |
| 5      | 8 июня  | Сен-Тревье-Сур-Моигнанс — Румилье | 186,5               | Артур Вишо (FRA)            |
| 6      | 9 июня  | Сен-Альбан-Лейсе — Морзин         | 166,5               | Наиро Кинтана (COL)         |
| 7      | 10 июня | Морзин — Шатель                   | 126                 | Даниель Морено (ESP)        |

## Лидеры классификаций
| Этап  | Победитель            | Генеральная классификация | Горная классификация | Очковая классификация | Молодёжная классификация | Командная классификация |
| ----- | --------------------- | ------------------------- | -------------------- | --------------------- | ------------------------ | ----------------------- |
| P     | Люк Дарбридж          | Люк Дарбридж              | нет                  | Люк Дарбридж          | Люк Дарбридж             | Orica GreenEDGE         |
| 1     | Кэдел Эванс           | Брэдли Уиггинс            | Джованни Бернодо     | Кэдел Эванс           | Эдвальд Боассон Хаген    | Sky Procycling          |
| 2     | Даниэль Морено        | Брэдли Уиггинс            | Блэл Кадри           | Кэдел Эванс           | Тони Галлопен            | Sky Procycling          |
| 3     | Эдвальд Боассон Хаген | Брэдли Уиггинс            | Джованни Бернодо     | Тони Галлопен         | Тони Галлопен            | Sky Procycling          |
| 4     | Брэдли Уиггинс        | Брэдли Уиггинс            | Джованни Бернодо     | Тони Галлопен         | Вилко Келдерман          | Sky Procycling          |
| 5     | Артур Вишо            | Брэдли Уиггинс            | Кайетано Сармьенто   | Тони Галлопен         | Вилко Келдерман          | Sky Procycling          |
| 6     | Наиро Кинтана         | Брэдли Уиггинс            | Кайетано Сармьенто   | Кэдел Эванс           | Вилко Келдерман          | Sky Procycling          |
| 7     | Даниэль Морено        | Брэдли Уиггинс            | Кайетано Сармьенто   | Кэдел Эванс           | Вилко Келдерман          | Sky Procycling          |
| Final | Final                 | Брэдли Уиггинс            | Кайетано Сармьенто   | Кэдел Эванс           | Вилко Келдерман          | Sky Procycling          |